# 1976年冬季残疾人奥林匹克运动会澳大利亚代表团
1976年冬季残疾人奥林匹克运动会澳大利亚代表团是澳大利亚派出的1976年冬季残疾人奥林匹克运动会代表团。担任代表团开幕式旗手的Ron Finneran因赛事未设立任何坐姿小项而无法上场参赛。